# Dorcadion mniszechi
Dorcadion mniszechi es una especie de coleóptero de la familia de los cerambícidos.

## Distribución
Se encuentra en Armenia y Turquía.

## Subespecies
- Dorcadion mniszechi cavernosum (Lazarev, 2014)
- Dorcadion mniszechi georgianum (Lazarev, 2014)